# Stylosanthes viscosa
Stylosanthes viscosa là một loài thực vật có hoa trong họ Đậu. Loài này được Sw. miêu tả khoa học đầu tiên.

## Hình ảnh

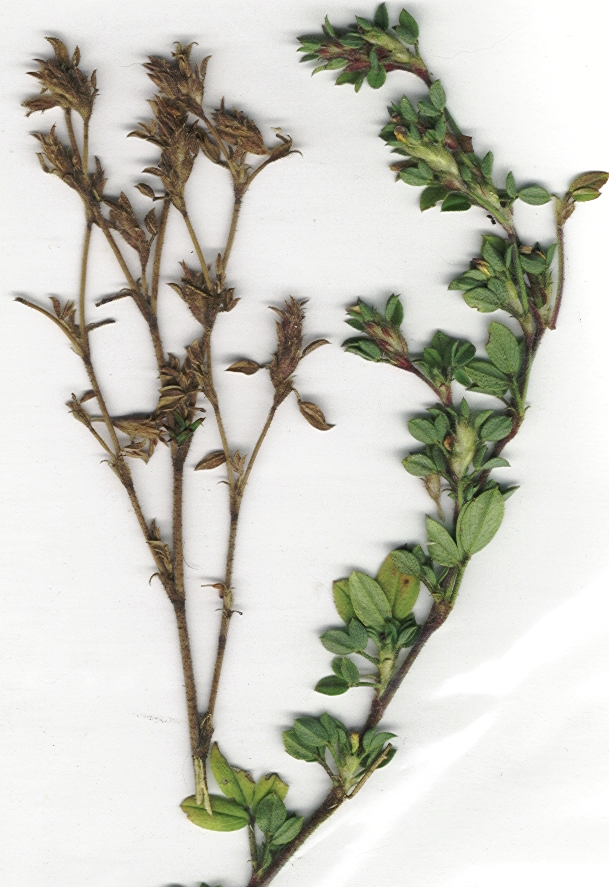
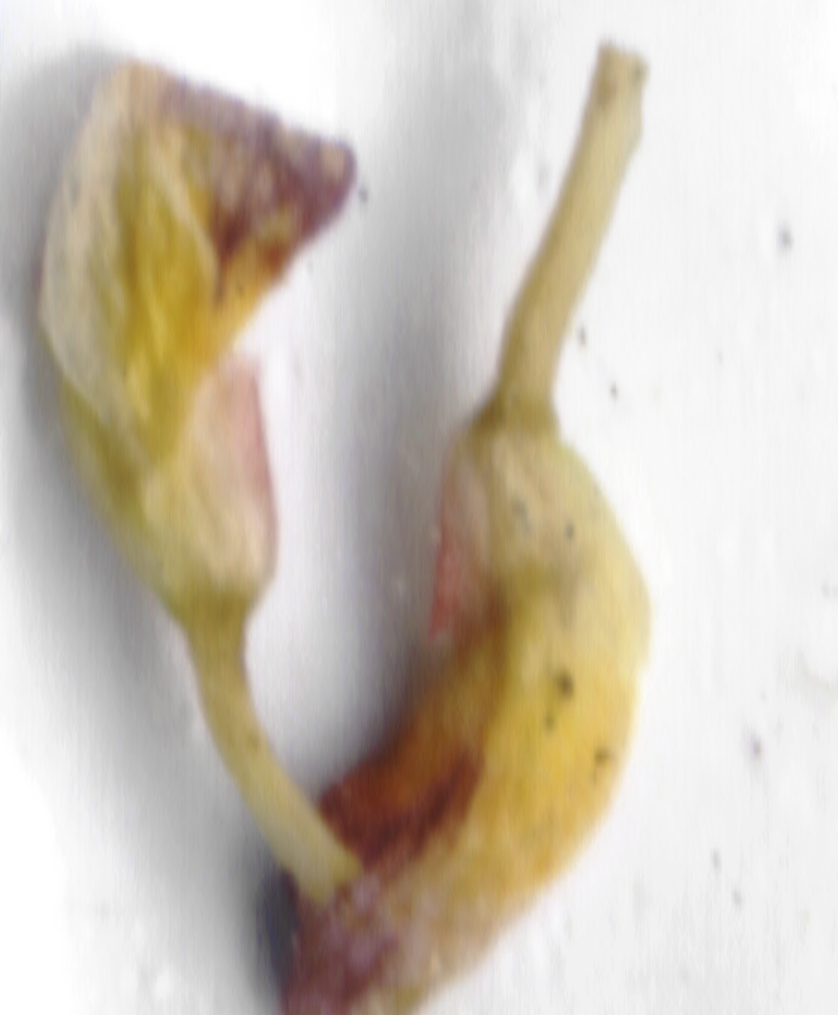
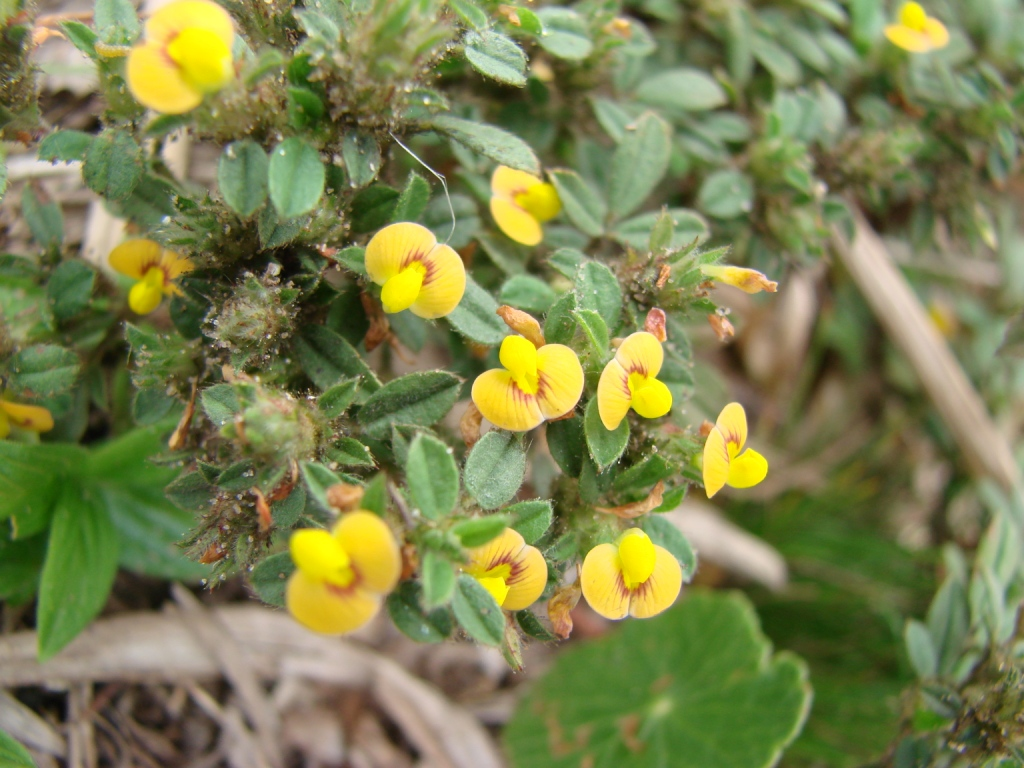
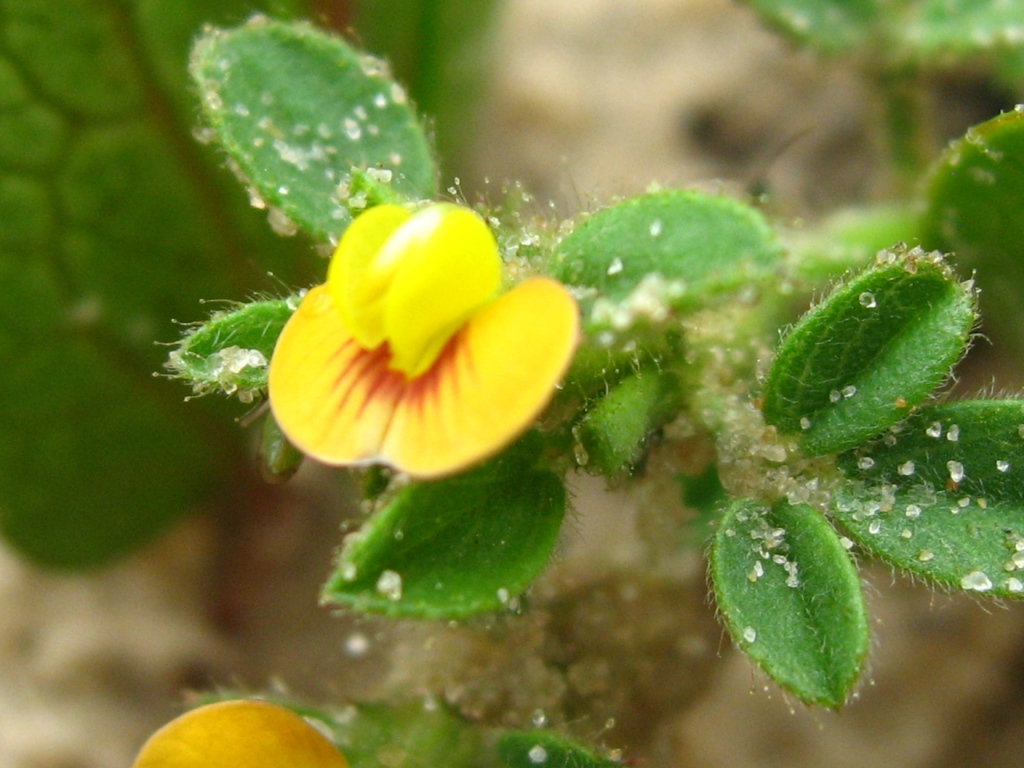